# فرق‌امیرو
فرق‌امیرو (به لاتین: Farghamiru) یک منطقهٔ مسکونی در افغانستان است که در ولسوالی جرم واقع شده‌است.